# Sigma Boy
Sigma Boy (rus: "Сигма Бой") és una cançó de les blogueres russes Betsy (11 anys) i Maria (Masha) (12 anys) Yankovskaya publicada com a senzill pel segell discogràfic Rhymes Music el 4 d'octubre de 2024.
Es va fer viral a TikTok i va arribar a les llistes d'èxits d'Spotify, YouTube, Shazam, Apple Music i iTunes. A Spotify, va encapçalar la llista Viral 50 Global. Ha esdevingut un mem popular entre la Generació Alfa.

## Composició
La cançó va ser escrita pel pare de Betsy, el compositor Mikhail Txertitxev, en col·laboració amb el cantant de rock Mukka, més conegut per la cançó "Girl with a Bob Haircut" (rus: "Девочка с каре"). Segons Txertitxev, quan escriu cançons, li arriben espontàniament i inicialment "no tenen cap significat". Els enregistra en un dictàfon i més tard n'avalua la "viralitat".
Alguns han descrit la cançó com a "brain rot" o "podridura cerebral", ja que la lletra es considera "absurda" per l'ús que en fa del terme "sigma".
Segons la Betsy, el significat de la cançó és "la idea és que la Masha i jo som genials, i el Noi Sigma intenta convèncer-nos, i nosaltres també intentem convèncer-lo a ell". També ha explicat que "el Noi Sigma és un noi molt segur de si mateix que no necessita ningú. Alhora, totes les noies s'enamoren d'ell".

## Gràfics
| Gràfic (2025)                              | Pic posició |
| ------------------------------------------ | ----------- |
| 30                                         |             |
| Rússia en streaming ( TopHit ) [ nota 1 ]  | 16          |
| Suècia ( Sverigetopplistan )               | 58          |
| Cançons de ball/pop dels EUA ( Billboard ) | 7           |